# Caloplaca alociza
Caloplaca alociza är en lavart som först beskrevs av A. Massal., och fick sitt nu gällande namn av Mig. Caloplaca alociza ingår i släktet orangelavar och familjen Teloschistaceae.  Arten är reproducerande i Sverige. Inga underarter finns listade i Catalogue of Life.